# Nuoto ai Giochi della VIII Olimpiade - 200 metri rana femminili
La gara dei 200 metri rana femminili dei Giochi di Parigi 1924 si disputò in due turni il 16 e 18 luglio. Le atlete partecipanti furono 15, provenienti da 8 nazioni.

## Primo turno
Si è disputato il 16 luglio. Le prime due di ogni batteria più il miglior tempo avanzarono alla finale.
- Batteria 1

| Pos. | Atleta           | Nazione       | Tempo    | Note |
| ---- | ---------------- | ------------- | -------- | ---- |
| 1    | Agnes Geraghty   | Stati Uniti   | 3'27"6   | Q,   |
| 2    | Irene Gilbert    | Gran Bretagna | 3'32"8   | Q    |
| 3    | Wivan Pettersson | Svezia        | 3'37"0   | q    |
| 4    | Odette Monard    | Francia       | 3'48"0   |      |
| -    | Mietje Baron     | Paesi Bassi   | (3'22"6) | DQ   |

- Batteria 2

| Pos. | Atleta          | Nazione       | Tempo  | Note |
| ---- | --------------- | ------------- | ------ | ---- |
| 1    | Lucy Morton     | Gran Bretagna | 3'29"4 | Q    |
| 2    | Laury Koster    | Lussemburgo   | 3'35"0 | Q    |
| 3    | Eleanor Coleman | Stati Uniti   | 3'39"2 |      |
| 4    | Ella Molnár     | Ungheria      | 3'39"8 |      |
| 5    | Alice Stoffel   | Francia       | 3'48"0 |      |

- Batteria 3

| Pos. | Atleta                | Nazione        | Tempo  | Note |
| ---- | --------------------- | -------------- | ------ | ---- |
| 1    | Gladys Carson         | Gran Bretagna  | 3'30"0 | Q    |
| 2    | Hjördis Töpel         | Svezia         | 3'39"0 | Q    |
| 3    | Matilda Scheurich     | Stati Uniti    | 3'41"2 |      |
| 4    | Babeta Drážková       | Cecoslovacchia | 3'43"0 |      |
| 5    | Sophie Kieffert-Porte | Francia        | 3'43"6 |      |

## Finale
Si è disputata il 20 luglio.
| Pos.    | Atleta           | Nazione       | Tempo  | Note |
| ------- | ---------------- | ------------- | ------ | ---- |
| Oro     | Lucy Morton      | Gran Bretagna | 3'33"2 |      |
| Argento | Agnes Geraghty   | Stati Uniti   | 3'34"0 |      |
| Bronzo  | Gladys Carson    | Gran Bretagna | 3'35"4 |      |
| 4       | Wivan Pettersson | Svezia        | 3'37"6 |      |
| 5       | Irene Gilbert    | Gran Bretagna | 3'38"0 |      |
| 6       | Laury Koster     | Lussemburgo   | 3'39"2 |      |
| 7       | Hjördis Töpel    | Svezia        | 3'47"6 |      |